# Wu Ke-xi
Dans ce nom chinois, le nom de famille, Wu, précède le nom personnel.
Wu Ke-xi (吳可熙), née le 6 février 1983 à Taïpei est une actrice taïwanaise.

## Filmographie partielle

### Actrice
- 2014 : Ice Poison (冰毒) de Midi Z : San-mei
- 2016 : Adieu Mandalay (再見瓦城, The Road to Mandalay) de Midi Z : Lien Ching
- 2019 : Nina Wu (灼人秘密, Zhuó rén mìmì) de Midi Z : Nina Wu
- 2024 : Black Tea d'Abderrahmane Sissako : Ying
- 2024 : Blue Sun Palace de Constance Tsang : Amy

### Scénariste
- 2019 : Nina Wu (灼人秘密, Zhuó rén mìmì) de Midi Z